# Ronald Gamarra
Pour les articles homonymes, voir Gamarra (homonymie).
Ronald Álex Gamarra Herrera (né à Lima le 10 décembre 1958) est un avocat, professeur et homme politique péruvien. Il fut secrétaire exécutif de la Coordination nationale des Droits de l’Homme du Pérou de 2007 à 2010 et a représenté légalement les familles de victimes de violations des droits humains commises durant la présidence d’Alberto Fujimori ; violations -comme Barrios Altos et La Cantuta- pour lesquelles l'ancien président péruvien a été condamné à 25 ans de prison,.

## Biographie
Ronald Gamarra a été procureur anticorruption de la République sous le gouvernement d'Alejandro Toledo. Il a enquêté sur les cas de corruption et de violations des droits de l'homme commises pendant la dictature fujimorista, un régime dont le leadership reposait sur un triunvirat : Vladimiro Montesinos, Alberto Fujimori et Hermoza Ríos, aujourd'hui condamnés.
En 2010, sa participation remarquable au procès d'Alberto Fujimori, lui a valu une proposition du magistrat espagnol Baltasar Garzón, pour être expert international dans le processus qui a ouvert le Tribunal de l'Espagne par enquêter sur des crimes de la dictature de Francisco Franco.
Actuellement Ronald Gamarra est un professeur de droit péruvien-international dans l’Université nationale majeure de San Marcos et Directeur de l'Équipe de l'Incident des Droits d'IPRODES. 